# Paul Newman (linguiste)
Paul Newman, né le 7 mars 1937 à Jacksonville en Floride, est un linguiste américain, spécialisé dans l'étude des langues africaines, et en particulier des langues tchadiques, dont le haoussa. 

## Biographie
Il a enseigné à l'université Yale, à l'université de Leyde, au Centre pour l'étude des langues nigérianes de l'université Bayero de Kano (Nigéria), puis à l'université de l'Indiana, où il est professeur de 1983 à sa retraite en 2005. Importante figure de la linguistique des langues du continent africain, il défend la classification établie par Joseph Greenberg, qui a été son professeur. 
Il est l'auteur de travaux qui font autorité dans l'étude du haoussa, notamment le Modern Hausa-English Dictionary (1977) co-écrit avec son épouse Roxana Ma Newman, et The Hausa Language: An Encyclopedic Reference Grammar (2000). Il est le fondateur du Journal of African Languages and Linguistics, qui paraît depuis 1979. 